# Igreja Matriz de Viana do Alentejo
A Igreja Matriz de Viana do Alentejo, também designada por Igreja de Nossa Senhora da Anunciação, é um monumento religioso situado em Viana do Alentejo, Alentejo, Portugal.
Encontra-se localizada dentro do Castelo de Viana do Alentejo, sendo uma das suas paredes adjacente à muralha do mesmo.
Foi edificada no século XVI, em estilo Manuelino, tendo sido projetada por Diogo de Arruda. Apresenta um soberbo portal manuelino em mármore.
A Igreja Matriz de Viana do Alentejo encontra-se classificada como Monumento Nacional desde 1910.